# أندريا إلينبيرغر
أندريا إلينبيرغر هي متزحلقة سويسرية، ولدت في 22 مارس 1993.

## وصلات خارجية
- أندريا إلينبيرغر على موقع الاتحاد الدولي للتزلج (التزلج على المنحدرات الثلجية) (الإنجليزية)
- أندريا إلينبيرغر على موقع اللجنة الأولمبية الدولية (الإنجليزية)
- أندريا إلينبيرغر على موقع أوليمبيديا (الإنجليزية)